# Sargentodoxa cuneata
Sargentodoxa es un género monotípico de plantas con flores perteneciente a la familia Lardizabalaceae.  Es el único género de la subfamilia Sargentodoxoideae. Su única especie Sargentodoxa cuneata (Oliv.) Rehder & E.H.Wilson, es originaria de China, Laos y Vietnam. 

## Descripción
Son arbustos trepadores, dioicos y caducifolios. Las hojas son alternas . Las inflorescencias con brácteas escamosas persistentes. Las flores son unisexuales, dispuestas en racimos axilares. Los frutos con  receptáculo carnoso y las semillas con albumen carnoso. El número de cromosomas es de: n = 14-18.

## Usos
En la medicina tradicional china, los tallos rebanados en rodajas se utilizan en infusión para tratar el dolor de espalda, rodillas cansadas, fatiga, irregularidad menstrual, anemia, mareos y el dolor de estómago.

## Taxonomía
Sartentodoxa cuneata fue descrita por Rehder & E.H.Wilson y publicado en Plantae Wilsonianae  1(3): 351-352 en el año 1913.
Sinonimia
- Holboellia cuneata Oliv.
- Sargentodoxa simplicifolia S.Z.Qu & C.L.Min[1]

1. 1 2  «Sargentodoxa cuneata». Tropicos.org. Missouri Botanical Garden. Consultado el 3 de agosto de 2010.